# Các bang Liên bang Mã Lai
Các bang Liên bang Mã Lai (tiếng Anh: Federated Malay States viết tắt là FMS, tiếng Mã Lai: Negeri-negeri Melayu Bersekutu) là một liên bang gồm bốn quốc gia trên Bán đảo Mã Lai là Selangor, Perak, Negeri Sembilan và Pahang, được thành lập bởi chính phủ Anh vào năm 1895 và tồn tại đến năm 1946, khi Liên bang cùng với các Khu định cư Eo Biển và các quốc gia Mã Lai không liên hiệp đã thành lập Liên hiệp Mã Lai.

## Lịch sử
Vương quốc Anh chịu trách nhiệm về chính sách đối ngoại và bảo vệ liên bang trong khi các quốc gia thành viên tiếp tục chịu trách nhiệm về chính sách đối nội của họ. Cư dân Anh đã cho chính phủ tiểu bang lời khuyên về các vấn đề chính sách trong nước và các tiểu bang bị ràng buộc bởi các nghĩa vụ hợp đồng, có nghĩa vụ phải tuân theo những lời khuyên này.
Thủ đô của liên bang là ở thành phố Kuala Lumpur, lúc đó là thủ đô của Selangor.
Liên bang đã bị quân Nhật xâm lược và chiếm đóng vào tháng 1 năm 1942. Sau khi Nhật Bản đầu hàng, liên bang không được khôi phục. Tuy nhiên, hình thức chính phủ liên bang đã được giữ lại làm mô hình chính cho việc hợp nhất các quốc gia riêng lẻ thành một Liên bang Mã Lai độc lập và sau đó cho sự phát triển của nó vào Malaysia.
Năm 1946, Vương quốc Anh thành lập Liên hiệp Mã Lai từ quốc gia Mã Lai liên bang, các Khu định cư Eo Biển( trừ Singapore) và các quốc gia Mã Lai không liên bang. Hai năm sau, Liên hiệp Mã Lai được chuyển đổi thành Liên bang Mã Lai (từ năm 1963 - Malaysia).